# Румунська економічна криза 1899—1901-х років
Економічна криза в Румунії 1899-1901-х років — перша велика економічна криза, яка стала серйозним випробуванням для незалежної Румунії, що отримала незалежність тільки в 1877 році. Основна причина - нерозвиненість економіки країни, що була аграрною, і - як наслідок - в ті роки надто залежала від цін на сільськогосподарську продукцію. Це також була «криза зростання», що відбулася після двох десятиліть безперервного економічного розвитку, який, проте,  виявився нестійким в довгостроковій перспективі, оскільки був заснований на великих державних інфраструктурних роботах, які фінансувалися за рахунок іноземних кредитів. Криза мала два «спускових механізми»: один внутрішнього характеру - великий збиток, нанесений румунським сільськогосподарським виробникам тривалою (десятимісячною) посухою 1899 року - і один зовнішнього - скорочення можливостей для залучення коштів на зовнішніх ринках в результаті подій, пов'язаних зі світовою кризою, активізацією Англо-бурської війни в Африці і Боксерським повстанням в Китаї . 
Криза призвела до цілого ряду серйозних наслідків: зменшення виробництва сільськогосподарської продукції на 65%, зниження виручки від імпорту на 48%, безпрецедентний в історії молодої країни дефіцит бюджету (в розмірі 35 млн. леїв), різке підвищення відсоткових ставок, низка банкрутств, істотне скорочення самого бюджету та його витрат, і так далі. Для боротьби з кризою уряд звернувся до іноземних позик, які в підсумку склали 175 мільйонів леїв при досить несприятливих умовах для платника. Також іноземну позику змушений був брати і банк «Casa de Economii şi Consemnaţiuni» (CEC Bank), щоб уникнути припинення виплат своїм вкладникам. 
Після того, як фінансова та бюджетна політика двох консервативних урядів, які були при владі в той період і які очолювали Георг Грігоре Кантакузіно (Gheorghe Grigore Cantacuzino) і Петра Короп, не поліпшила ситуацію в Румунії, король Кароль I вирішив у липні 1901 року передати владу Національній ліберальній партії. Новий уряд уклав важку програму жорсткої економії — на основі різкого скорочення бюджетних витрат, — що дозволило відновити баланс бюджету країни. Цей план мав для Румунії і суттєві довгострокові негативні наслідки: оскільки він передбачав припинення зростання витрат на оборону, під час Першої світової війни обернулось відсутністю озброєння, боєприпасів та техніки у Румунській армії.
Криза мала також і позитивні наслідки - прийняття заходів для поліпшення функціонування всього державного апарату, а також - фінансових і банківських установ країни. Це дозволило пом'якшити наслідки криз, з якими надалі стикалася Румунія. В результаті, після 1901 року, у країні розпочався період швидкого економічного підйому, який дозволив королівству за десять років (до 1912 року) досягти максимального рівня свого економічного розвитку.

## Причини
Економічна криза 1899-1901-х років мала три основні причини, в основі яких лежали економічні та фінансові дисбаланси в структурі економіки молодого румунської держави, яка здобула свою незалежність лише за 20 років до цього. Аналіз, опублікований вже в 1900 році в економічному журналі, спростовував ідею, що торгова і фінансова кризи були викликані тільки поганим урожаєм того року: автори стверджували, що якби причиною був тільки низький урожай і супутня відсутність експорту, ознаки кризи з'явилися б перед його збором. А симптоми «фінансової слабкості» з'явилися в країні ще на початку весни - до того ж у всіх областях торгівлі і економіки - так, що кращий урожай міг би, за їхньою версією, тільки відстрочити, але не запобігти кризі. 
Першою причиною кризи була дуже висока вразливість економіки Румунії в зв'язку з її структурою, в якій понад 80% займало виробництво і торгівля зерном. Хоча про дану критичну залежність було відомо давно, уряди країни, що послідовно змінювали один одного, рішуче ігнорували цей факт, оскільки доходи від сільського господарства наповнювали бюджет: «Давайте подумаємо про те, що ми зробили для сільського господарства? Гроші від продажу зерна, ми витратили на розкіш: ми будуємо у себе так, як будують в найбагатших містах Європи; ми посилаємо за кордон пшеницю та інші зернові культури, а потім ми купуємо предмети розкоші, які тільки підсилюють ненаситні апетити». 
Друга причина полягала у відсутності економічної політики для забезпечення запобігання або пом'якшення наслідків складної ситуації в сільському господарстві. Для Румунії тих років низькі врожаї, посуха чи, навпаки, зайвий дощ неодмінно означали кризу, бюджетні труднощі і економічний застій: «Поганий урожай може статися в будь-якій країні, але можна спробувати мінімізувати негативні наслідки». 
Третьою причиною була технологічна відсталість країни і недостатній розвиток сільськогосподарської техніки, коли сільгоспринки були «затоплені» дешевої продукцією з США, Аргентини та Далекого Сходу.  